# Випробовувач пластів
Випробовувач пластів (рос. испытатель пластов ; англ. formation tester; нім. Formationstester m) — у нафтовидобутку — комплект обладнання, який складається з пакерів і фільтра, циркуляційного і запірного клапанів, опускається у бурову свердловину на бурильних трубах і застосовується для дослідження припливу рідини із пласта. Випробовувач пластів встановлюють навпроти досліджуваного (випробовуваного) пласта, розкривають пакери відповідно над і під досліджуваним пластом (шляхом створення опори на вибій свердловини або без опори на нього) і зниженням тиску в бурильних трубах (у міжпакерній зоні) викликають приплив рідини із пласта.